# 上部消化管内視鏡
上部消化管内視鏡（じょうぶしょうかかんないしきょう）とは、一般に消化器科にて用いられる内視鏡もしくは検査・治療手技のこと。食道、胃、十二指腸までの上部消化管を観察する。一般的に胃カメラ（Gastoroscopy）とも呼ばれている。

## 概要
咽頭から消化管までは飲食による異物と接するために様々な疾病に曝されるリスクがある。疾病医学にて外観検査は重要であるが、口腔咽頭以内の部位に対しては直接観察することが困難である。そのため内部を照射し、それを外部に見えるようにする機器が開発されてきた。最初期にはファイバースコープを用いて反射鏡の原理で深部を観察していたが、次第にカメラ周辺機器が小型化され、ついには無線機器も開発された。

ただし機器が接する部位のほとんどが粘膜であることから、身体への親和性、および機器の操作性が重要であり、物理的損傷による医療過誤が発生しやすい手技でもある。

英語で機器は Esophagogastroduodenoscope、手技は Esophagogastroduodenoscopy と異なっているが、日本語では同じ語句が用いられている。日本での略称は現在はEGD（Esophagogastroduodenoscopy）となっているが、かつてはGIF（Gastrointestinalfiberscopy）であった。

## 種類

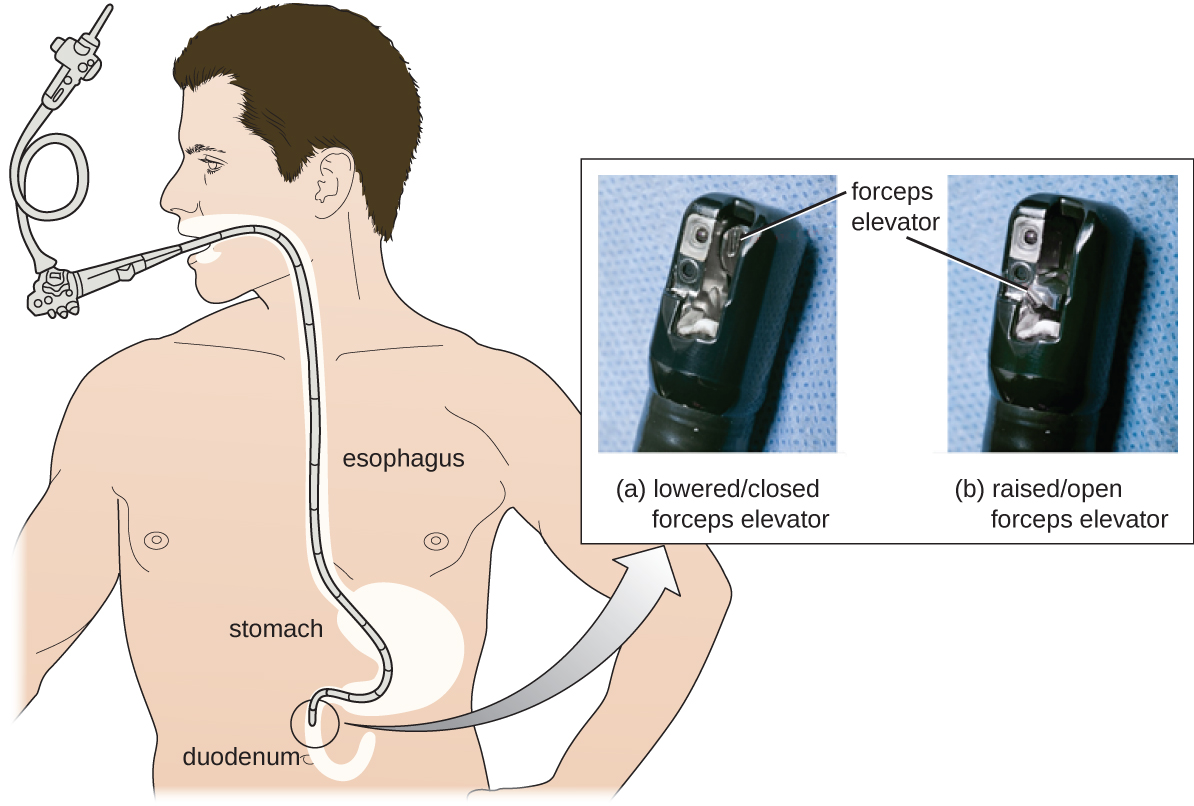

ファイバー内視鏡
日本においては、以前は光ファイバースコープが主として用いられていたが、画質・機能・弯曲性能が電子スコープに劣るため、市場から消えた。しかし途上国では依然用いられている。
電子スコープ内視鏡
CCDを先端にとりつけた内視鏡。日本ではこちらが用いられている。
ファイバー内視鏡と電子スコープ内視鏡は、さらに経口内視鏡、経鼻内視鏡に分類される。
経口内視鏡
- 直視鏡：一般の内視鏡。内視鏡の進行方向、長軸にそって見えるようにCCDが据え付けられている。
- 斜視鏡：直視鏡先端の構造を斜めに据えつけたもの。直視と側視の中間。
- 側視鏡：内視鏡の側面にCCDなどを据えつけたもの。主にERCPに用いられる。粘膜面が直視鏡では捉えられず、検査・処置が困難な際にも有用である。

経鼻内視鏡
鼻孔から挿入する内視鏡（後述）。電子スコープでかつ直視鏡のみが各社から製品化されている。
カプセル内視鏡（開発中）
欧州・米国など海外では小腸のみならず食道および大腸内視鏡が認可されている。（ギブン・イメージング社製大腸用PillCam COLON2、食道用PillCam ESO2）日本では小腸内視鏡が製品化されている。しかし、胃は食道や小腸と異なり、管腔を拡張させないと粘膜面が撮影できないため、まだ開発段階にある。
仮想内視鏡
正確には内視鏡検査ではないが、CTを用いて管腔を3次元再構成し、粘膜面の凹凸の評価を行う検査。胃透視（硫酸バリウムによる二重造影）と同様に病変の位置と大きさの正確な評価ができる。同時にリンパ節の病変や、腫瘍の大きさによっては粘膜下の病状も推測できる。仮想内視鏡は気管支や副鼻腔、大腸でも行われる。

## 手順

### 前処置
検査前日の夕食後は絶食となる。一般に前日の夕食は夜の20時から21時までに済ませてもらい、それ以降は飲水のみが可能である。飲水は検査当日も可能であるが牛乳やいろのついた飲み物は控える。このような食事制限をしても検査で胃内に食物残渣を認めることがあり、そのような場合は次回から検査前日の食事制限を昼食からにするなど個別の対応をする。常用している薬剤は検査当日の朝は高血圧や不整脈など循環器系の薬物にかんしては服用するが糖尿病薬など低血糖を起こす薬物は服用を控える。抗血栓薬は特に生検を行う場合は指定された期間の服用中止が必要である。検査直前の前処置には消泡薬投与、咽頭麻酔、抗コリン薬投与、鎮静薬投与がある。消泡薬にはジメチルポリシロキサン、咽頭麻酔は塩酸リドカイン、抗コリン薬は臭化ブチルスコポラミンが用いられることが多い。
検査前の絶食 (ラテン語: NPO; nil per os)
米食では10時間以上、パン食では6時間以上の絶食が求められる。米とパンの時間差は、消化の差である。一般に21時以降は飲水以外は不可となる。固形物以外は良いと誤解する患者もいるが、ヨーグルトやコーヒー、ジュース、お茶なども不可であり、飲水のみが可能である。
胃内の気泡除去のため、バロス消泡液やバリトゲン消泡液、ガスコン・ドロップ、バルギン消泡液などの医療用シリコーンを服用する。

また胃内粘液の影響を軽減するため、プロナーゼMSやガスチームなどの蛋白分解酵素を服用することもある。

有線式の内視鏡の挿入には苦痛が伴うため、欧米では、基本的に鎮静剤を使用する（多くはミダゾラム）。日本ではかつて、鎮静剤を使用すると回復に時間がかかるという理由もあり、鎮静剤を使用しない施設が多かったが、近年は、苦痛軽減のために鎮静剤を積極的に使用する施設が増えている。日本ではオピスタン、セルシンなどが主流であったが、ドルミカムを用いる施設も増えつつある（日本ではセルシン、ドルミカムのこの目的での使用は保険適用外）。ミダゾラムは0.07 mg/体重kg当り（最大 4mgまで）とする施設が多い。欧米ではより安全なプレセデックスが用いられることもある。

また消化管が蠕動すると、観察・記録・処置が困難であるため、禁忌がなければブスコパンやチアトンなどの抗コリン剤注射を投与する。緑内障、排尿障害、不整脈などのため抗コリン剤禁忌である場合は、グルカゴン注射を用いる。グルカゴンは高血糖を助長するが、糖尿病においても必ずしも禁忌ではない。

### 方法
有線式のものは、口もしくは鼻腔から挿入して、咽頭・喉頭・食道・胃・十二指腸を観察する。十二指腸上行脚／横行部・小腸へは直線的な先進が困難なため、ダブルバルーン内視鏡が開発された（販売:(現)富士フイルムメディカル、(旧)フジノン東芝ESシステム）。 口側から挿入することと、肛門側から挿入することにより全小腸の画像診断が可能とされている。
カプセル内視鏡は海外で先行して開発され、日本でも小腸カプセル内視鏡が保険適応である。食道カプセル内視鏡は海外で実用化されたが、胃についてはまだ開発段階にある。
内視鏡の把持
患者は一般的に口腔・鼻腔を医師に向け、左側臥位となる。医師は内視鏡をアングルを含む操作部を左手に把持し、CCD,チャンネルを含むスコープ先端を右手に把持する。左手はでアングルを縦に把持し、アーレンキーのようにスコープを回転できるようにする(アングルを水平に把持するとアングルとスコープの連結部が曲がるばかりで、アーレンキーのようにスコープ先端側が回転しない)。内視鏡の滑りをよくするため、スコープ側面には潤滑材を塗布する。従来はキシロカインゼリーを用いることが多かったが、リドカイン過量投与やリドカインショックを回避するため、現在は薬物を含まなない潤滑材を用いることが増えている（例：スループロゼリー、エンドルブリ、カインゼロなど）。
詳細は下記リンク(ブログ)参照のこと。
観察時に特殊な色素や化合物を粘膜に散布することにより、より病変の視認性を良好にすることが可能である。インジゴカルミン液、ルゴール液、酢酸、酢酸-インジゴカルミン混合液 (Acetic acid-Indigocarmine Mixture:AIM)、コンゴーレッドなどはその代表である。(色素内視鏡、chromoendoscopy)
詳細にはルゴールやコンゴーレッドは染色法、酢酸は分泌能をみるものであり、インジゴカルミンはコントラスト法と分類される。
色素噴霧した時には、ヒダの集中・途絶・太まり・細まり、粘膜の台状挙上などは悪性病変を示唆することが多いので注意して記録、生検を行う。
高次医療機関や内視鏡専門施設では、拡大内視鏡や分光画像内視鏡を備えている施設もある。
- 拡大内視鏡[5]: 血管の走行や形態、胃小窩の形態や密度から良性・悪性を判別する。
- 画像強調内視鏡(旧称：分光画像内視鏡): 癌細胞や炎症細胞と正常細胞の反射光の違いを、分光技術などを用いてより明瞭にする。正常粘膜と病変部のコントラストの違いが判りやすくなる。また血管走行も明瞭になる。
オリンパス: Narrow band imaging(NBI)= ヘモグロビンを強調するよう照射光を調整したもの。(狭帯域光観察)
富士フイルムメディカル: Flexible spectrum imaging color enhance(FICE)= 白色光をあて、反射光のうちの任意波長を強調・処理した画像。RGBの各信号に対して、任意の波長を強調に割り当てることができる。
ホヤーペンタックス: i-SCAN

日本では2010年4月より拡大内視鏡と分光画像内視鏡の併用により、より正確な診断が可能とされ、加算が算定可能となった。
内視鏡は観察のみにとどまらず、標本の採取（生検：組織学的診断のために重要である。またヘリコバクター・ピロリの培養にも用いられる）や治療・手術にも用いられる。例えばポリープ・悪性腫瘍などの粘膜病変に対し、内視鏡を用いて切除する処置（ポリペクトミー, 内視鏡的粘膜切除術;EMR, 内視鏡的粘膜下層剥離術;ESD）が行われる。上部消化管潰瘍・出血に対してはクリッピング・焼灼・エタノール注入・トロンビン散布・硬化療法などが施行される。内視鏡を用いた胆道・膵臓の検査・治療も行われる（ERCP・ERBD・ESTなど）。また胃瘻造設術にも用いられる(PEG; percutaneous endoscopic gastristomy)。先進的医療としては内視鏡的消化管全層切除術(EFTR; endoscopic full-thickness resection), 自然開口部越経管腔的内視鏡手術(NOTES; Natural Orifice Translumenal Endoscopic Surgery）がある。

AIMの組成と散布
1.5%酢酸 30mL, 蒸留水 30mL, インジゴカルミン原液 20mL を混和し総計 80mL として使用する。酢酸 0.6%, インジゴカルミン 0.1%に調整した混合液 40mLを鉗子口より直接注入して、まんべんなく撤布する。腫瘍部は腺管構造が破壊されており、酢酸に対する粘液の分泌能が異なるため、正常組織と異なって描出される。

### 経鼻内視鏡
日本で2000年に極細径（太さ6mm以下）の内視鏡が開発され、従来の経口内視鏡に代わる経鼻内視鏡が登場した。CCDの高解像度化により、経口内視鏡と同等の上部消化管検査が可能となっている。経口内視鏡に比べ嘔吐感や息苦しさなどの苦痛が少なく、検査中に会話することも可能なため、患者側には好評である。デメリットとしては、個人差による経鼻挿入困難、大きな生検採取やポリープ切除が不可、まれに鼻出血が発生することなどが挙げられる。
- 絶対適応
  - 下顎脱臼を起こす(いわゆる顎が外れる)ため経口内視鏡ができない症例
  - 開口不能な症例(神経疾患患者など)
  - 通常径内視鏡では通過不能な狭窄病変のある患者
  - 通常径内視鏡では反転しての観察が困難な病変（経鼻内視鏡は反転に際しての屈曲半径が小さい）

通常の生検鉗子では、鉗子の硬さに内視鏡が負け、反転操作が難しくなることがあった。このため経鼻内視鏡を施行したのちに、再度通常径内視鏡での再検査が必要となることも指摘されてきた。現在では住友ベークライトの開発したSB生検鉗子では反転操作が十分に可能となっている。

## 検査対象となる症状
- 食べ物が胸につかえる(食道通過障害の疑い)
- 少しの食事で満腹になり、食事を受け付けない(胃の拡張障害の疑い、スキルスに多い)
- 胃液が口や胸にあがってくる、胸焼けがする
- みぞおちの痛み(=心窩部痛)
- 吐き気・嘔吐
- 吐血・下血

## 内視鏡像
上部消化管内視鏡では通常は咽頭から食道、胃、十二指腸下行部までの観察を行う。上部消化管病変の存在が疑われる全ての症例がその適応となる。重篤な全身状態や検査同意が得られない場合が禁忌となる。

### 食道の内視鏡像
下咽頭
下咽頭後壁に沿って食道入口部があり、その左右は梨状陥凹が認められる。
気管分岐部
気管分岐部付近には大動脈弓、左主気管支が位置しており、生理的に狭窄している。
食道胃接合部（EGJ）
縦走する柵状血管の下橋が食道胃接合部である。逆流防止機構があり胃の内容物が逆流するのを防いでいる。

### 胃十二指腸の内視鏡像
胃底部
噴門部を観察すると、見上げた状態になるのでスコープが見える。
胃体部
胃体部は皺壁が特徴的である。
胃角部
胃角部も見上げた状態となりスコープが見える。
幽門部
十二指腸球部
十二指腸下行部

### 併用される検査
狭帯域光観察(Narrow Band Imaging;NBI), 青色レーザー
NBIでは白色光にフィルターを掛け、ヘモグロビンの反射光に当たる帯域に限局した波長の光をつくる。この波長の光による「狭帯域光観察」は粘膜表層の毛細血管や粘膜模様を強調するオリンパスの技術である。
青色レーザーは、同様な波長のレーザー光を用いた富士フイルムメディカルによる技術である。
FICE（Flexible spectral Imaging Color Enhancement）
富士フイルムメディカルによる画像強調技術。画像をデジタル処理し、RGBそれぞれの分光画像でフィルタをかける波長を自由に設定できる。
インジゴカルミン
色素内視鏡検査の一つ。コントラストが明瞭になる。早期胃癌の存在診断にはインジゴカルミンが有用である。
ルゴール氏液
ルゴール氏液はグリコーゲンと反応し、褐色に正常な食道粘膜表層を染色する。食道癌病変は染色されず、白色調に見える。
二重染色
食道癌の検査で行われる色素内視鏡検査。食道領域では癌はルゴール（ヨード）で茶褐色に染まらず、トルイジンブルーで青染する。
メチレンブルー
メチレンブルーは腸上皮でしか吸収できないことを利用し、胃での腸上皮化生を検査する。
コンゴーレッド法
酸分泌機能をみる検査。

## 検査対象となる疾患
(近年、機器の進歩に伴い咽頭癌,喉頭癌も検査時に発見されることがある。)
- 食道
  - 逆流性食道炎・急性食道壊死[11]
  - アカラシア
  - 食道静脈瘤
  - 食道癌
  - 悪性黒色腫
  - バレット食道
  - 食道カンジダ
  - マロリーワイス症候群
  - 異所性胃粘膜島
- 胃
  - 胃炎・胃潰瘍
    - ヘリコバクター・ピロリによる胃炎・胃潰瘍は再発しやすく、また胃癌の発生母地となるため定期的な検査がすすめられる。
    - 胃炎のうち、特に鳥肌胃炎[12]や化生性胃炎は胃癌のハイリスク患者であり定期的な検査が必要。

  - 黄色腫(xanthoma)
    - しばしば内視鏡所見として認められるが、これはヘリコバクター・ピロリ感染による炎症の結果、貪食したマクロファージが泡沫化し黄色腫となったもので、萎縮性胃炎と同様に胃癌のリスクを示唆する。

  - アニサキス症
  - 胃静脈瘤
  - GAVE = gastric antral vasclular ectasia (water melon stmach)
  - 胃癌
  - 胃悪性リンパ腫(MALTリンパ腫についてはヘリコバクター・ピロリを参照のこと。)
  - カルチノイド
  - 消化管間質腫瘍 (GIST)
- 十二指腸
  - 十二指腸潰瘍
  - 乳頭部癌
  - アミロイドーシスにおける生体検査

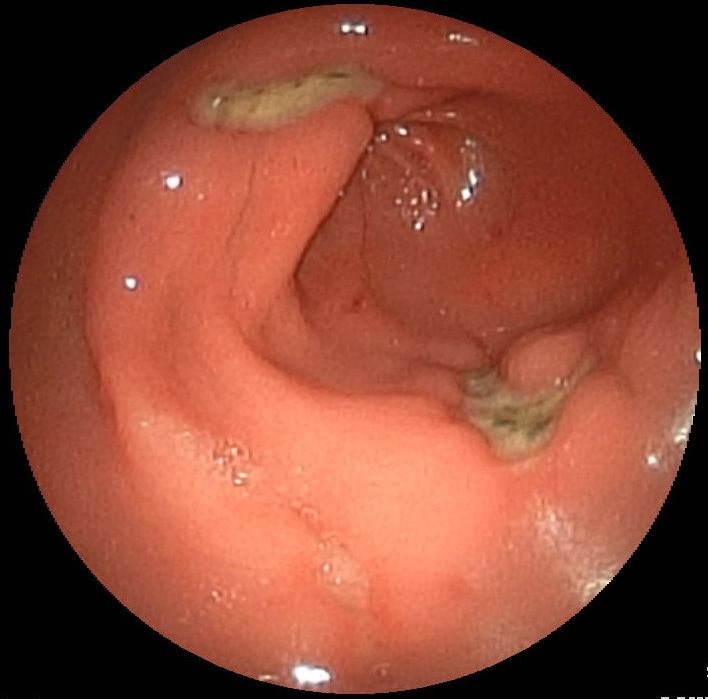
胃前庭部の多発胃潰瘍
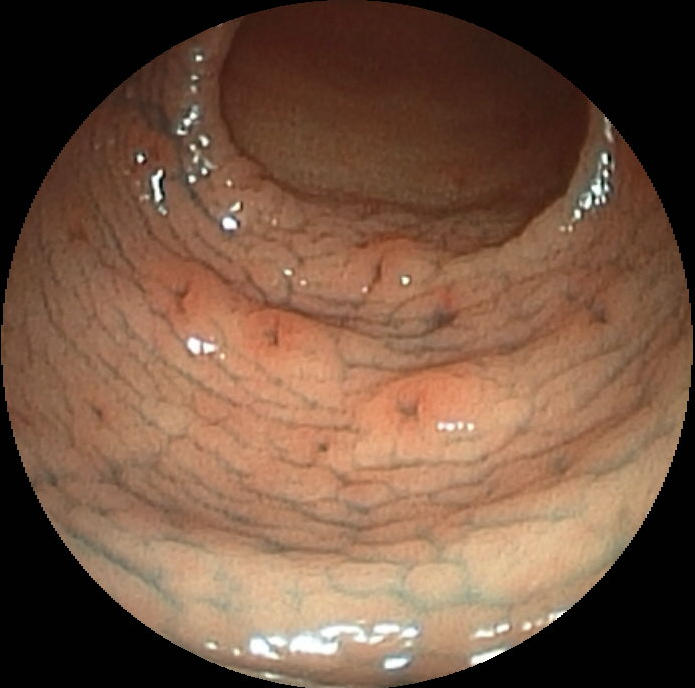
インジゴカルミン散布後の多発タコいぼ状びらん
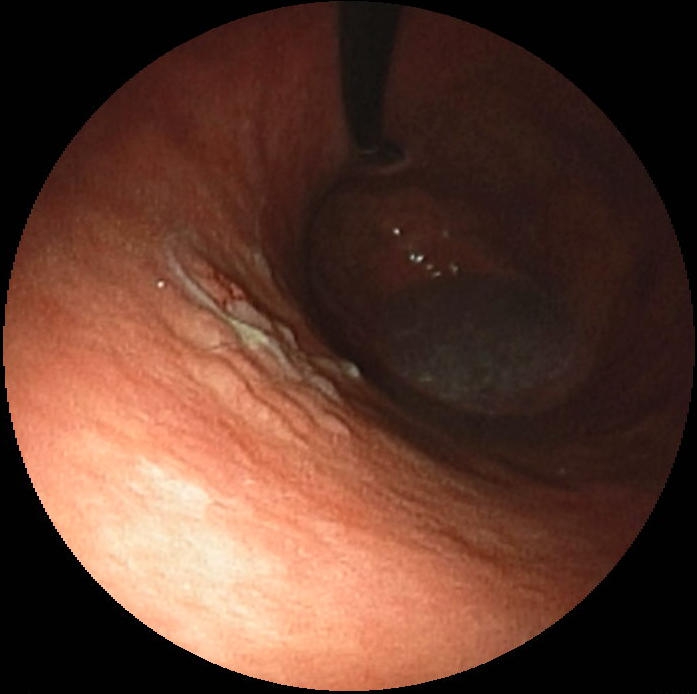
胃体部にみられた早期胃癌
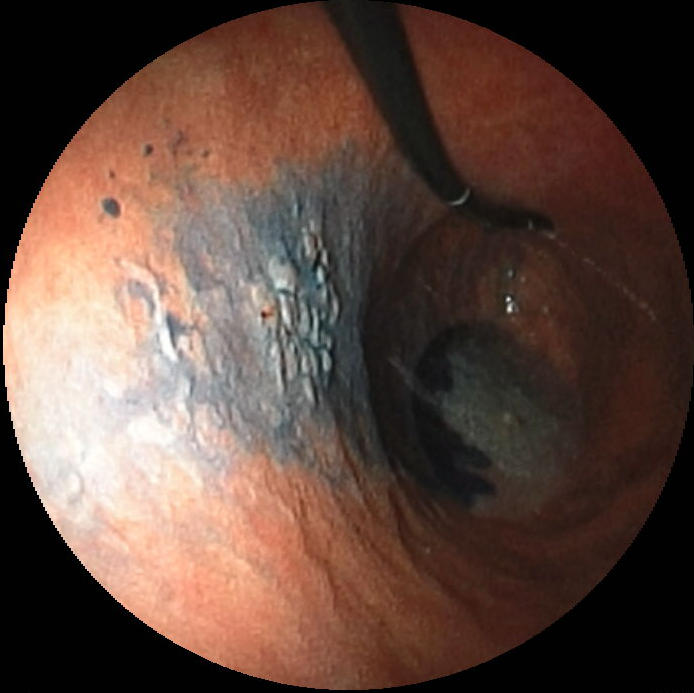
左と同じ症例のインジゴカルミン染色像
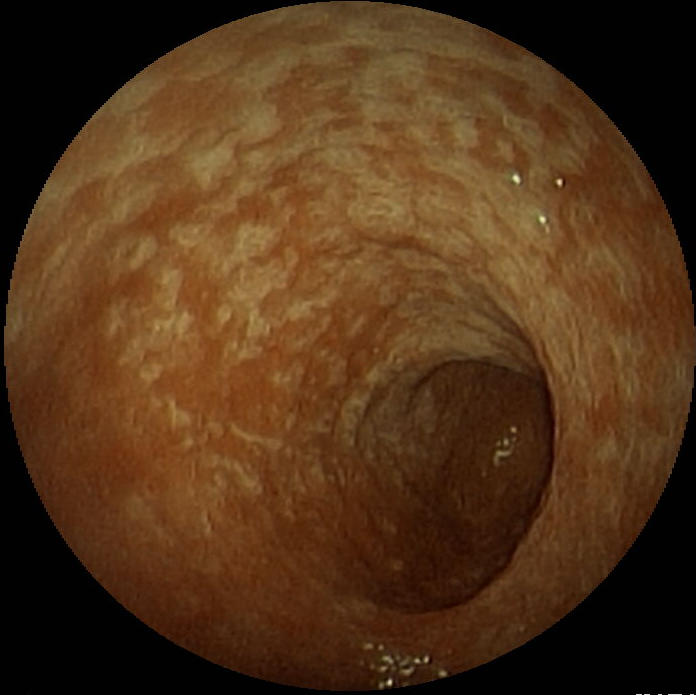
ヘリコバクター・ピロリ感染胃炎の酢酸染色後FICE強調像

## 合併症
合併症のリスクを把握するために病歴、全身状態、各種検査データの把握に務める必要がある。合併症の中で特に問題となるのは検査前投薬の抗コリン薬投与が問題となる不整脈や狭心症などの心疾患、喘息などの呼吸器疾患、甲状腺機能亢進症、緑内障、男性では前立腺肥大症などが挙げられる。薬剤過敏症やキシロカインショックなどの既往、抗血栓薬の使用なども重要である。

### 術前処置にもとづくもの
抗コリン薬によるものとしては緑内障、前立腺肥大症、不整脈、狭心症、喘息などの症状悪化や検査後の口渇、血圧低下、視力障害、頭痛、排尿障害、イレウスなどがあげられる。咽頭麻酔によるものにはキシロカインショックがあげられる。鎮痛剤投与による意識障害、呼吸循環不全などもある。

### 検査自体にもとづくもの
消化管穿孔や裂傷
梨状窩や憩室への誤挿入による穿孔、強い嘔吐反射による食道や胃粘膜の裂傷（Mallory-Weiss症候群）、異物抜去時の噴門、食道、咽頭などの粘膜損傷などがある。
誤嚥性肺炎
唾液や胃内容誤飲あるいはスコープの気管内挿入で誤嚥性肺炎の原因となる。
消化管出血
粘膜損傷や生検後に起こり得る。
皮下気腫
検査後に頸部周囲に皮下気腫が生じることがある。

### 後処置にもとづくもの
止血剤や鎮静剤の拮抗薬によるショックがおこることがある。

## 歴史
- 1804年 - ドイツのフィリップ・ボッチーニは「Lichtleiter（導光器）」を開発し、尿道・直腸・喉頭・食道上部などの観察を行った[13]。

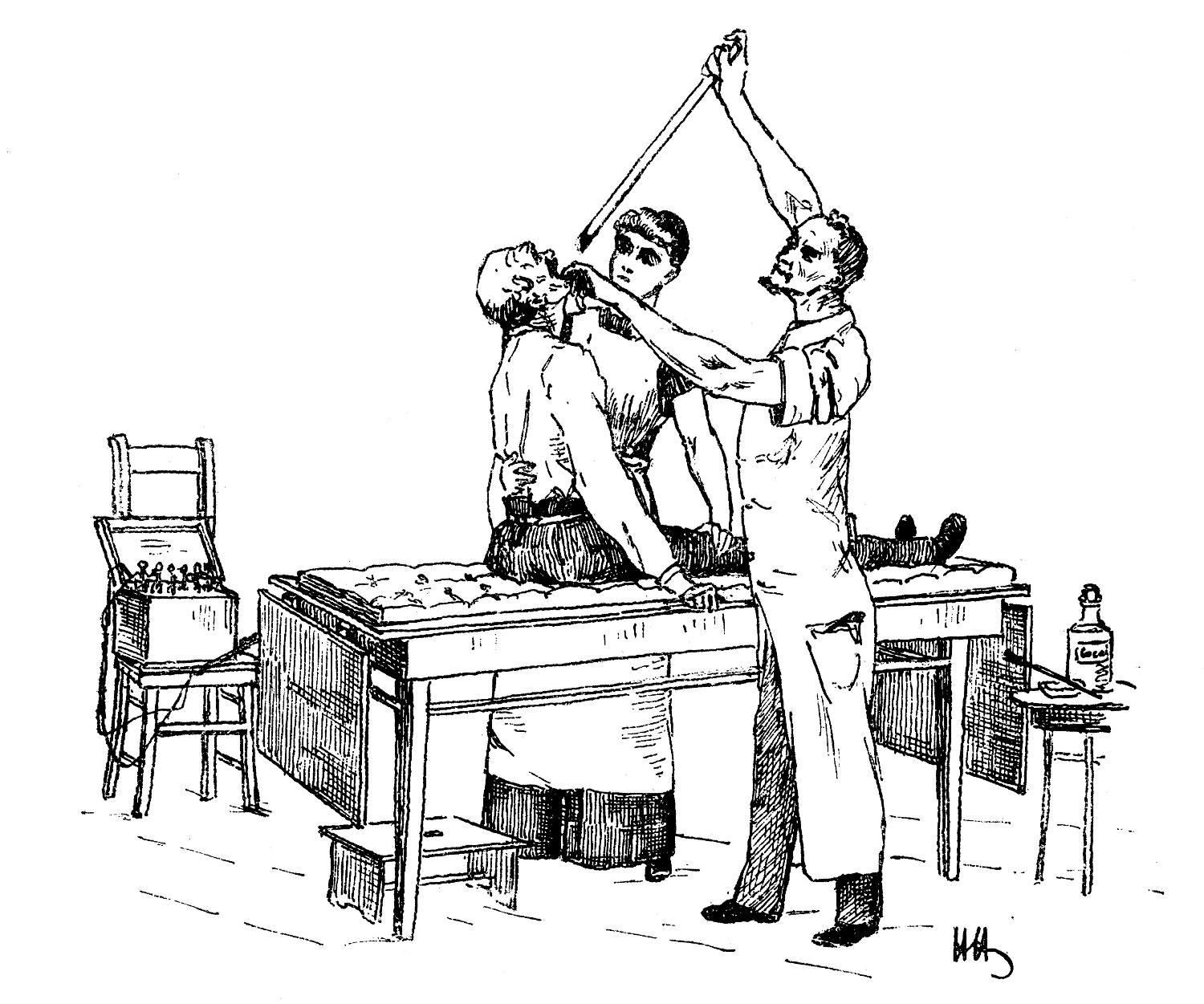
初期に使われていた胃鏡。金属棒を飲み込み、内部の鏡で胃内を観察する。

- 1868年 - 世界初の胃鏡となる「硬性胃鏡」がドイツのアドルフ・クスマウルによって開発された。筒状の金属棒の中に鏡を仕込み、胃の中を覗く仕組みである。しかし患者の苦痛があまりにも酷く、金属棒が食道を突き破り死亡事故まで発生したため、使われなくなった[14]。
- 1898年 - ドイツのフリッツ・ランゲらによる胃カメラの発明と胃壁撮影[15][16][17]。
- 1932年 - ドイツのルドルフ・シンドラーらによる軟性胃鏡の開発[18][19][20]。
- 1950年 - 外科医宇治達郎と オリンパス光学工業の杉浦睦夫と深海正治による「腹中カメラ」の開発[14][21]。
- 1956年 - 﨑田隆夫達とオリンパス光学工業の技術者らによる胃カメラの実用化と普及[22][23]。
- 1960年 - バジル・ハーショヴィッツらとACMI社によるファイバースコープの発売[24]。
- 2000年 - 粘膜面をズームアップできる拡大内視鏡の開発。
- 2002年 - 画像強調内視鏡(旧称：分光内視鏡)の開発。
- 2012年 - レーザー光源を搭載した内視鏡が発売。

## 上部消化管内視鏡にまつわる小説など
- 吉村昭『光る壁画』新潮文庫、1984年、ISBN 978-4101117171
- 上山明博「胃カメラの父、杉浦睦夫」（『ニッポン天才伝─知られざる発明・発見の父たち』 朝日選書、2007年、ISBN 978-4022599292
- 上山明博「胃カメラを発明したエンジニア─杉浦睦夫」（『ニッポン発明物語』Kindle版、2014年）
- 『プロジェクトX 挑戦者たち ガンを探し出せ～完全国産・胃カメラ開発～』NHK出版

## 関連書籍
- 消化管内視鏡診断テキスト 1 ISBN 9784830618420
- スタンダード胃内視鏡 ISBN 9784260009645
- 内視鏡所見のよみ方と鑑別診断 上部消化管 ISBN 9784260003131